# Quando ti manca il fiato
Quando ti manca il fiato è un singolo del cantautore italiano Gianluca Grignani, pubblicato l'8 febbraio 2023.
Il brano è stato presentato durante la prima serata del Festival di Sanremo 2023.

## Descrizione
Il brano è dedicato al padre del cantautore, con cui ha avuto un rapporto difficile, e a cui comunque concede il proprio perdono per la sua assenza ("Io ti perdono / Le mie lacrime sono sincere (...) E per il resto ognuno giudichi se stesso / Questa è l’unica legge / Che conosco e rispetto").

## Video musicale
Il video musicale è stato pubblicato in concomitanza del lancio del singolo sul canale YouTube del cantautore.

## Tracce
Testi e musiche di Gianluca Grignani ed Enrico Melozzi.
1. Quando ti manca il fiato – 4:13

## Classifiche
| Classifica (2023) | Posizione massima |
| ----------------- | ----------------- |
| Italia            | 34                |